# Cristóbal Aguilar
José Cristóbal Aguilar (ur. 1816, zm. 13 kwietnia 1886) – ostatni burmistrz Los Angeles latynoskiego pochodzenia przed wyborem w 2005 roku na to stanowisko Antonio Villaraigosy.
Był jednym z pierwszych członków Rady Miasta (Common Council) w okresie amerykańskiego panowania, gdzie był wybierany w latach 50. i 60. Kilkakrotnie był też wybrany jako zarządca (supervisor) hrabstwa. Wybrano go burmistrzem w 1866, jego kadencja została jednak przerwana na trzy miesiące, kiedy to burmistrzem został Damien Marchessault. Po tym Aguilar okresie dokończył ją. W 1870 roku został wybrany ponownie.
W przerwach między kadencjami i w okresie późniejszym jako Water Overseer zarządzał zasobami wodnymi hrabstwa. Jego jedną z  najważniejszych decyzji jako burmistrza było zachowanie kontroli nad wodą w Los Angeles przez władze miejskie.